# Tillsammans (musikalbum)
Tillsammans är ett studioalbum från 1991 av det svenska dansbandet Thorleifs. En del låtar är på engelska.

## Låtlista
1. "Tillsammans" (Peter Åhs)
2. "Schack och matt" (Wendt-Lundh)
3. "Jag tror på dig" (Wendt-Lundh)
4. "Dina kärleksbrev" (Lennart Clerwall)
5. "Simon & Garfunkel-mix" ("Cecilia"/"Mrs. Robinson"/"The Boxer (P. Simon)/"Bye Bye Love" (F. Bryant - B. Bryant))
6. "Jag vill säga "ti amo" till dig" (Wendt-Lundh)
7. "Hemma igen" (Olle Hallstedt - Mona Gustafsson)
8. "Jag älskar dig" (Wendt-Lundh)
9. "En gång men aldrig mer" (Mona Gustafsson)
10. "Spanish Eyes" (B. Kempfert - E. Snyder - C. Sinleton)
11. "Lycklig vid din sida" (T. Torstensson - Wendt-Lundh)
12. "Kärleken ska vinna" ("Tanz mit mir Corinna") (J. Frankfurter - I. Holder - Per Hermansson)
13. "En dans på bryggorna (hör sommaren till)" (Kent Olsson - Keith Almgren)
14. "Det kommer alltid nya vårar" (Lars Sigfridsson)
15. "Jag saknar dig" ("Jag savner dig") (T. Lendager - J. Hatting - M. Forsberg)